# Vorausschauendes Lernen
Vorausschauendes Lernen, auch prädiktives Lernen (englisch predictive learning) genannt, ist eine Technik des maschinellen Lernens, bei der ein Agent versucht, ein Modell seiner Umgebung zu erstellen, indem er verschiedene Aktionen unter verschiedenen Umständen ausprobiert. Er nutzt das Wissen über die Auswirkungen, die seine Handlungen zu haben scheinen, und verwandelt sie in Planungsoperatoren. Diese ermöglichen es dem Agenten, in seiner Welt zielgerichtet zu handeln. Vorausschauendes Lernen ist ein Versuch, mit einem Minimum an vorbestehender mentaler Struktur zu lernen. Es könnte von Piagets Bericht inspiriert worden sein, wie Kinder durch Interaktion mit der Welt ihr Wissen über diese Welt aufbauen. Das Buch von Gary L. Drescher Make-up Minds war für die Region von grundlegender Bedeutung.
Eine weitere neuere Theorie des prädiktiven Lernens ist Jeff Hawkins’ Gedächtnisvorhersagemodell, das in seinem On-Intelligence-Verfahren beschrieben ist.